# Siergiej Kucow
Siergiej Kucow, ros. Сергей Куцов (ur. 30 lipca 1958 w chutorze Wierchnie – Nagolnyj) – rosyjski wojskowy, generał porucznik.

## Życiorys
Absolwent Kalinińskiej Suworowskiej Szkoły Wojskowej, Kijowskiej Wyższej Ogólnowojskowej Szkoły Dowódczej (fakultet wywiadowczy), Akademii Wojskowej im. M. Frunzego, Wojskowej Akademii Sztabu Generalnego Sił Zbrojnych Federacji Rosyjskiej. Studiował także w Akademii Wojskowej Narodowej Armii Ludowej NRD. Służbę odbywał na dowódczych i sztabowych stanowiskach w wojskach specjalnego przeznaczenia sił zbrojnych ZSRR w Grupie Wojsk Radzieckich w NRD oraz w Turkiestańskim Okręgu Wojskowym. Uczestnik działań bojowych w Afganistanie. Od 1993 roku w wojskach wewnętrznych. Od 2001 szef zarządu wywiadowczego, zastępca szefa sztabu wojsk wewnętrznych Ministerstwa Spraw Wewnętrznych Rosji.